# Marthe Bibesco
Marthe Lucie Lahovary, par mariage princesse Bibesco, également connue sous le pseudonyme de Lucile Decaux, est une femme de lettres française d'origine roumaine, née le 28 janvier 1886 à Bucarest et morte le 28 novembre 1973 à Paris.
Autrice ayant écrit l'essentiel de son œuvre littéraire en français, son Perroquet vert, paru en 1924, sera suivi par toute une série de romans, de récits, de contes, de nouvelles, d'articles et d'essais, comme La vie d'une amitié: ma correspondance avec l'abbé Mugnier, 1911-1914 paru en 1951. Elle est élue en 1955 membre étranger de l'Académie royale de Belgique.

## Biographie
Marthe Lahovary est le troisième enfant de la princesse Emma Mavrocordat et de son époux, le diplomate Jean Lahovary tous deux issus de la noblesse roumaine. Elle passe son enfance dans le domaine familial de Balotești et ses vacances à Biarritz. Elle fait son entrée dans le monde en 1900 et est présentée au prince héritier Ferdinand de Roumanie, mais, après un an de fiançailles secrètes, elle épouse le prince George-Valentin Bibesco (1880-1941), issu de l'une des familles les plus fortunées de Roumanie. Une fille, Valentine, née le 27 août 1903, est issue de cette union.
Comme toute la noblesse roumaine de l'époque, elle parle parfaitement le français (qu'elle a appris avant même le roumain, ayant eu des nourrices et gouvernantes françaises). Jeune mariée, elle est sous la tutelle de sa belle-mère, Valentine de Riquet de Caraman-Chimay, issue de l'une des familles franco-belges les plus aristocratiques. Princesse Bibesco par mariage, Marthe Lahovary se cultive intensément et se passionne pour l'histoire française et européenne, particulièrement la période napoléonienne, tout en étant férue de culture populaire roumaine. Son mari, quant à lui, se passionne pour l'aviation et les affaires : il ne cesse d'accroître sa fortune.

### Avant la Grande Guerre
Malgré la naissance de sa fille Valentine et son grand cercle d'amis, la princesse s'ennuie dans le milieu où elle a grandi. Son mari est nommé en 1905 par le roi Carol 1er de Roumanie pour une mission diplomatique auprès de Mozaffareddine Chah, le chah de Perse. Marthe Bibesco embarque à Constanța avec joie et note toutes ses impressions dans un Journal. Elle s'arrête à Yalta au bord de la mer Noire, où elle rencontre Maxime Gorki, alors assigné à résidence. La princesse publie en 1908 le souvenir de ce voyage, sur la recommandation de Maurice Barrès, et la critique s'en enthousiasme. C'est le début d'une carrière littéraire féconde, dont cependant on ne lit aujourd'hui plus que Le Perroquet vert ou Katia. La princesse Bibesco fait partie des salons littéraires et mondains de l'époque. Elle rencontre aussi Marcel Proust, à propos duquel elle écrit un livre. Marthe Bibesco reçoit le prix Marcelin-Guérin, attribué par l'Académie française, pour Les huit paradis : Perse, Asie Mineure, Constantinople.
La princesse, de retour à Bucarest en 1908, rencontre le Kronprinz Guillaume de Prusse, qui échangera avec elle une correspondance affectueuse. Le Kronprinz invite personnellement le prince et la princesse Bibesco à visiter Berlin, Potsdam et Weimar à l'automne suivant, et à participer aux régates impériales de Kiel. La princesse est gratifiée de l'honneur d'être assise à côté du prince de Prusse dans sa limousine, lorsqu'elle passe la porte de Brandebourg, honneur habituellement réservé aux familles impériales. En fait, le Kronprinz cherche à contrebalancer l'influence de la diplomatie française, prépondérante en Roumanie à cette époque et envisage de se servir de la princesse comme médiatrice officieuse entre la République française et l'Empire allemand à propos des contentieux concernant l'Alsace-Lorraine.
Le divorce à l'époque est synonyme de mort sociale, dans la haute société comme dans la bourgeoisie. Aussi le mariage du prince et de la princesse Bibesco évolue-t-il en soutien mutuel, tout en leur permettant au bout de quelques années de vivre chacun sa propre vie, additionnant les liaisons, le prince bien moins discrètement que son épouse, conformément aux us de la société de l'époque. La princesse, pour sa part, tombe amoureuse du prince Charles-Louis de Beauvau-Craon rencontré lors d'un bal chez la princesse Murat en 1909, mais ne peut divorcer pour l'épouser, ce qu'eût permis sa religion orthodoxe, mais pas les usages du Faubourg Saint-Germain : leur liaison durera dix ans. Elle rencontre aussi le fameux abbé Mugnier, surnommé l' « apôtre du Faubourg Saint-Germain », qui parvient, à force d'arguments, à la détacher de l'orthodoxie pour l'amener au catholicisme : leur correspondance sera publiée.
Épuisée par ses déceptions sentimentales et se sentant seule du fait de l'éloignement de son mari, elle se réfugie auprès de sa tante, Jeanne Bibesco, prieure et fondatrice du carmel d'Alger. Elle songe même à divorcer, mais se ravise. Compréhensif, son époux lui offre en 1912 son château familial, le palais de Mogoșoaia. Peu avant la Grande Guerre, la princesse fait un voyage en Espagne et sur les traces de Chateaubriand, son écrivain favori. Elle retourne en mai en Roumanie, où elle a l'honneur de recevoir l'empereur russe Nicolas II et sa famille, qui sont en visite auprès de la princesse héritière Marie, épouse de Ferdinand, bientôt roi.

### Gloire littéraire
La princesse Bibesco fait la connaissance en mars 1915 de Christopher Thomson, attaché militaire de l'ambassade du Royaume-Uni à Paris. Il s'occupait alors de favoriser l'entrée en guerre de la Roumanie aux côtés des Alliés, bien que le petit royaume ne fût prêt ni politiquement ni militairement. Le diplomate restera attaché à la princesse toute sa vie et correspond avec elle régulièrement, tandis qu'elle dédicace certains de ses livres à « C.B.T ». Plus tard, il deviendra pair du parti travailliste, et secrétaire d'État de l'Air. Elle se rend avec leur ami commun l'abbé Mugnier sur le lieu où il trouva la mort dans l'accident aérien d'un R101, en décembre 1930.
Finalement, la Roumanie entre en guerre du côté des Alliés en 1916 et la princesse Bibesco s'engage comme infirmière dans un hôpital de Bucarest. Lorsque la ville est prise par l'ennemi, tandis que sa maison de Posada (dans la vallée de Prahova, dans les Carpates) est détruite par un bombardement allemand, elle fuit l'occupation et rejoint sa mère et sa fille réfugiées à Genève, non sans faire une halte, imposée comme quarantaine par les Allemands qui la considèrent comme prisonnière de guerre, en Autriche-Hongrie chez les Tour et Taxis à Loučeň (allemand Lautschin).
La princesse écrit tous les jours, surtout le matin, et son Journal intime ne comporte pas moins de soixante-cinq volumes. Elle écrit en Suisse, Isvor, pays des saules, considéré comme l'un de ses meilleurs livres, où elle décrit les habitudes et traditions de son peuple, qui, malgré la renaissance culturelle roumaine, reste profondément illettré, notamment en milieu rural, imprégné de superstitions ancestrales mélangées à une foi orthodoxe fervente, comme au Moyen Âge.
La mort n'épargne pas sa famille, non du fait de la guerre mais parce que sa sœur cadette et sa mère se suicident, la première en 1918, et la seconde en 1920. Marthe mène une vie parisienne et cosmopolite après la guerre. Elle compte alors parmi ses amis proches Jean Cocteau, Francis Jammes, Max Jacob, François Mauriac, Rainer Maria Rilke, ou Paul Valéry. Elle est invitée au mariage de son cousin par alliance le prince Antoine Bibesco, ami de Marcel Proust, avec Elizabeth Asquith, fille du premier ministre Herbert Henry Asquith. Cette dernière connaîtra par la suite une certaine notoriété littéraire. Elle est enterrée dans la sépulture familiale des Bibesco au palais de Mogoșoaia.
La princesse Bibesco habite, jusqu'à la fin de sa vie, un appartement que lui a laissé son cousin, le prince Antoine Bibesco, dans son hôtel particulier du 49 quai de Bourbon au bout de l'Île Saint-Louis à Paris, où elle tient un salon littéraire. Lorsqu'elle est en Roumanie, elle se retrouve à Posada qu'elle fait rebâtir, ainsi que dans son palais de Mogoșoaia qu'elle fait restaurer, en respectant son style néobyzantin. Lors d'un séjour à Londres, en 1920, elle rencontre Winston Churchill : ils resteront amis jusqu'à la mort de Churchill en 1965.
Sa fille épouse en octobre 1925 le prince Dumitru Ghika. Trois reines assistent au mariage : la reine Sophie de Grèce, née princesse de Prusse, la reine Marie de Yougoslavie, née princesse de Roumanie et la princesse Aspasie de Grèce, épouse du roi des Hellènes. À cette époque, les romans de Marthe Bibesco rencontrent un grand succès, notamment Le Perroquet vert (1923) - qui devient un film en 1929 -, Catherine-Paris (1927), ou encore Au bal avec Marcel Proust (1928). Elle est très proche du roi Alphonse XIII et a une courte liaison avec Henry de Jouvenel, ce qui lui inspire son livre Égalité, Jouvenel étant alors proche des idées socialistes. Lorsqu'elle se rend à Londres, elle évolue au milieu d'un cercle d'admirateurs, parmi lesquels Ramsay MacDonald ; le duc de Devonshire, Edward Cavendish ; Philip Sassoon, etc. Elle est aussi l'amie de Vita Nicolson, née Sackville-West, de Violet Trefusis ou de Lady Leslie et des Rothschild. Elle se rend souvent de Paris en avion privé avec son mari qui parfois pilote, et dont c'est la passion, ainsi que dans diverses villes européennes, comme Rome (où elle rencontre Benito Mussolini en 1936), Raguse, Belgrade, Athènes, Constantinople qui vient d'être rebaptisée Istanbul et diverses villes de Belgique et d'Angleterre. Elle va même en avion en Afrique italienne, en Tripolitaine. Elle est invitée en 1934 aux États-Unis, où elle est reçue par Franklin Delano Roosevelt et son épouse Eleanor.
Ses besoins financiers augmentent au fur et à mesure de la restauration de son palais de Mogoșoaia, aussi écrit-elle également des romans plus populaires et des articles dans les journaux féminins, comme le Vogue français, sous le pseudonyme de « Lucile Decaux ». Elle remplit aussi les rubriques mondaines de Paris-Soir et The Saturday Evening Post. Mogoșoaia devient l'été le rendez-vous d'hommes politiques qu'elle invite dans les années de l'entre-deux-guerres, comme Louis Barthou, qui appelle l'endroit « la seconde Société des Nations. » Elle y reçoit des ministres, des diplomates et des écrivains (par exemple Paul Morand ou Antoine de Saint-Exupéry) et aussi Gustave V de Suède et la reine de Grèce, les princes de Ligne, de Faucigny-Lucinge, les Churchill ou les Cahen d'Anvers.

### La tourmente
Lorsque la montée de périls commence à bouleverser l'Europe, la princesse se prépare. Elle se rend en 1938 aux Pays-Bas auprès de son ami l'ex-empereur allemand Guillaume, qui n'a plus aucune influence politique, et elle est présentée à Hermann Göring. En 1939, elle se rend en Angleterre, où elle rend visite à George Bernard Shaw. L'aîné de ses petits-enfants, Jean-Nicolas Ghika, est envoyé étudier en Angleterre la même année. Il ne reverra plus la Roumanie avant cinquante-six ans. Après avoir été le théâtre d'une quasi-guerre civile entre le régime carliste pro-Allié et la Garde de fer nationaliste et antisémite, la Roumanie est dépecée l'été 1940 par le Pacte germano-soviétique et le deuxième arbitrage de Vienne, puis est satellisée par le Troisième Reich, entre en guerre en 1941 contre l'URSS et participe aux crimes contre les Juifs ; les Alliés occidentaux lui déclarent la guerre à leur tour en février 1942. Elle se trouve dès lors au ban des nations et sera traitée en pays vaincu, livré à l'URSS à l'issue de la guerre.
George-Valentin Bibesco, l'époux de Marthe, meurt en 1941. Dans les dernières années, surtout pendant la maladie du prince, une tendre complicité était revenue entre eux. Pendant la plus grande partie de la guerre, Marthe vit dans Paris occupé, puis à Venise, puis secrètement, en 1943, à Ankara en Turquie (neutre) avec son cousin Barbu Știrbei qui tente d'y négocier, depuis la bataille de Stalingrad, le retour de la Roumanie dans le camp des Alliés, qui se produit le 23 août 1944.
Marthe est alors à Mogoșoaia. L'Armée rouge est désormais l'alliée de la Roumanie, mais s'y comporte tout de même comme en pays ennemi occupé : arrivée à Mogoșoaia le 7 septembre 1944, elle réquisitionne et pille le palais tandis que Marthe doit se replier à Posada. À mesure que le parti communiste roumain et sa police politique, la Securitate investissent le pouvoir, la noblesse roumaine ainsi que la bourgeoisie et même les classes moyennes sont de plus en plus persécutées ; des personnages comme Marthe Bibesco, considérée comme « inconsistante, écrivant pour l'étranger et parasite du peuple travailleur » (selon Scânteia, journal du PCR) n'ont plus leur place dans la Roumanie nouvelle, qui nationalise tous ses biens roumains en 1948 : elle retourne alors dans Paris libéré où elle loge deux ans au Ritz, avant de faire rénover et retrouver son appartement du quai de Bourbon. Selon Ghislain de Diesbach, durant toute cette période, Marthe reçut bon accueil partout où elle se rendit, grâce à son carnet d'adresses et à sa fortune familiale : évitant les parti-pris politiques, elle ne fut nulle part inquiétée par les autorités.

### Dernières années
En 1958, la princesse parvient à faire libérer sa fille, la princesse Ghika, et son mari Dumitru des camps de travaux forcés du Bărăgan (la « Sibérie roumaine ») où ils étaient détenus en tant qu'aristocrates. Elle les installe en Cornouailles dans une maison, Tullimaar, qu'elle a achetée pour eux. La princesse Bibesco vit désormais de sa plume. Elle est élue en 1955 au siège de l'Académie de Belgique, tenu auparavant par sa cousine, la poétesse Anna de Noailles, et elle est nommée chevalier de l'ordre national de la Légion d'honneur en 1962.
La Nymphe Europe, livre en partie autobiographique, rencontre un grand succès en 1960. Elle est alors devenue une « grande dame » de la littérature française, reçue par le général de Gaulle qui l'apprécie. Elle assiste ainsi en 1963 au dîner donné à l'Élysée en l'honneur du roi et de la reine de Suède. Lorsqu'en 1968 le général de Gaulle se rend en visite d'État en Roumanie communiste, il emporte avec lui un exemplaire d’Isvor, pays des saules et déclare à la princesse : « Vous êtes l'Europe pour moi ».

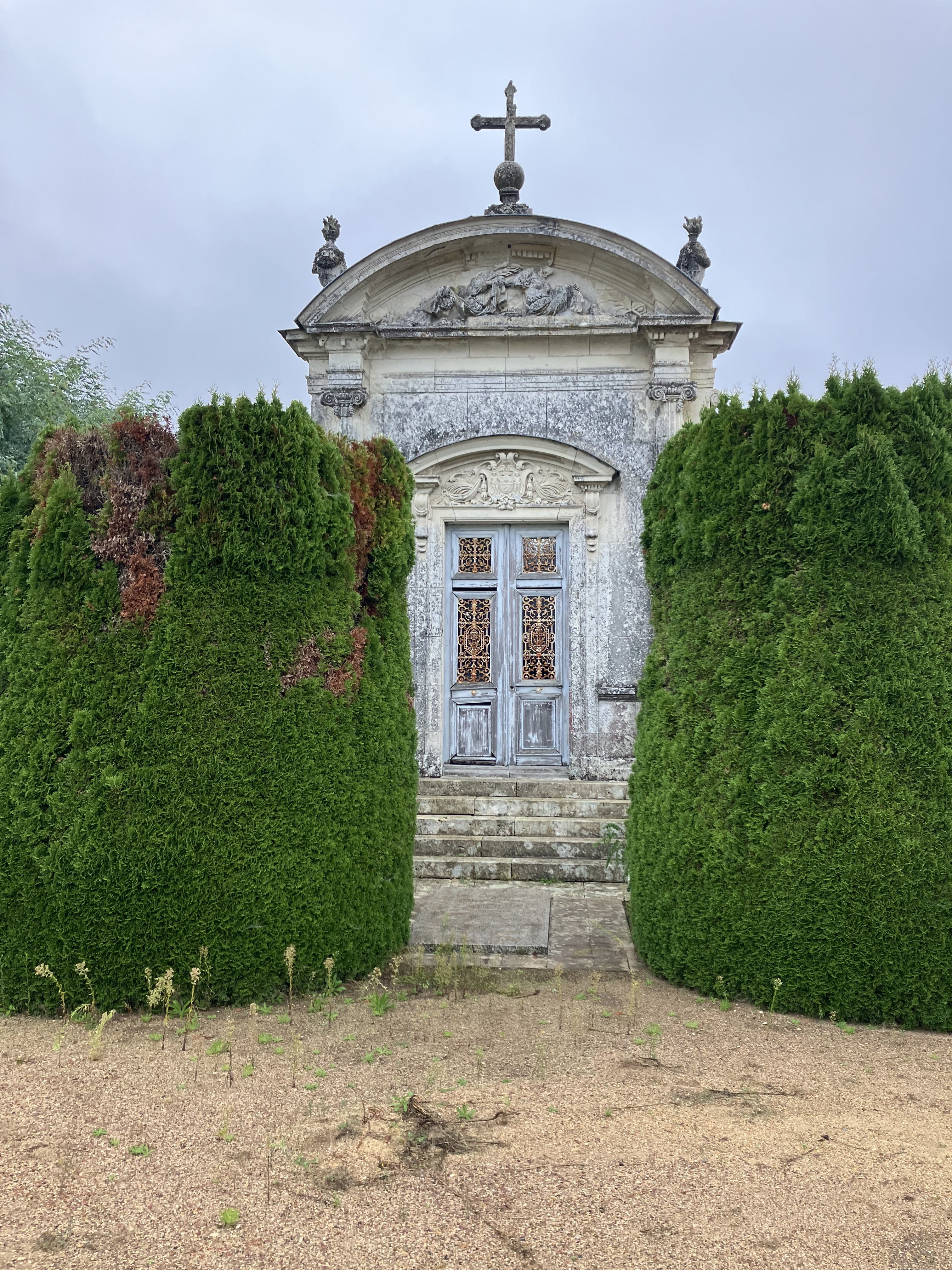
Tombe de la princesse Marthe Bibesco : son caveau est au pied de la chapelle funéraire de sa belle-mère, Valentine de Riquet de Caraman, princesse Bibesco.

La princesse Bibesco repose dans le cimetière communal de Menars (Loir-et-Cher). 

## Héritage
Les Roumains, quant à eux, coupés de leur histoire depuis plus de quarante ans, découvrent sa personnalité 17 ans après sa mort, lors de leur libération en 1989, et en même temps que toutes les personnalités mises à l'index durant la période communiste en tant que « déchets d'un passé à jamais révolu, bon pour les poubelles de l'histoire ». Mais après une période de curiosité, l'intérêt retombe et elle n'est plus connue désormais que dans des cercles restreints, en Roumanie comme en France, pays où elle a le plus vécu et auquel elle a le plus donné.
Le palais de Mogoșoaia, monument historique classé, a été restauré et re-meublé par l'État roumain après la guerre ; c'est un musée et un lieu de tournage de films.

## Œuvres
- Les Huit Paradis : Perse, Asie Mineure, Constantinople, Paris, Grasset, 1908. prix Marcelin Guérin de l’Académie française en 1909
- Alexandre Asiatique (ou l'histoire du plus grand bonheur possible), Paris, Hachette, 1912
- Isvor, le pays des saules, Paris, Plon, 1923 (2 volumes)
- Le Perroquet vert, Paris, Grasset, 1924
- Catherine-Paris, Paris, Grasset, 1927
- Au bal avec Marcel Proust, Paris, Gallimard, 1928
- Noblesse de Robe, Paris, Grasset, 1928
- Jour d'Égypte, Paris, Flammarion, 1929
- Quatre portraits d'hommes : Ferdinand de Roumanie. Herbert Henry Asquith. Anatole France. Jean Lahovary, Grasset, 1929
- Croisade pour l'anémone : Lettres de Terre Sainte, Paris, Plon, 1931
- Le Destin de Lord Thomson of Cardington, Paris, Flammarion, 1932
- Égalité, Paris, Grasset, 1935
- Le rire de la naïade, Grasset, 1935
- Une fille inconnue de Napoléon, Paris, Flammarion, 1935
- Images d’Épinal, Paris, Plon, 1937
- Loulou, prince impérial, Paris, Gallimard, 1938
- Feuilles de calendrier, Paris, Plon, 1939
- Le voyageur voilé Marcel Proust - Lettres et documents inédits, Paris, La Palatine, 1947
- La duchesse de Guermantes, Laure de Sade comtesse de Chevigné, Plon, 1950
- La vie d'une amitié, ma correspondance avec l'abbé Mugnier (1911-1944), Plon, 3 tomes, 1951-1955-1957
- Théodora, le cadeau de Dieu, Paris, éditions françaises d'Amsterdam, 1953
- Churchill ou le courage, Albin Michel, 1956
- Élisabeth II, Albin Michel, 1957
- La Nymphe Europe - Mes vies antérieures, Paris, Plon, 1960
- Le confesseur et les poètes (avec des lettres inédites de Jean Cocteau, Marcel Proust, Robert de Montesquiou, Paul Valéry et Maurice Baring à l'abbé Mugnier), Grasset, 1970
- Échanges avec Paul Claudel (correspondance inédite), Mercure de France, 1971

Sous le nom de plume de Lucile Decaux
- Le Tendre Amour de Napoléon : Marie Walewska, Grasset, 1936
- Charlotte et Maximilien : les Amants chimériques, Gallimard, 1937
- Katia : le Démon bleu du tsar Alexandre, Gallimard, 1938
- Louison : le Bel Amour du dernier roi de France, Gallimard, 1938
- Loulou, prince impérial, Gallimard, 1939
- Pont-l'Abîme : ou la Grande passion de la duchesse de Baume, Fayard, 1947

## Distinctions
- Chevalier de la Légion d'honneur en 1962[8]